# محمد مدر
محمد حواضلی مدر (سومالیایی: [Maxamed Hawaadlee Madar] Error: {{Lang}}: متن دارای نشانه‌گذاری ایتالیک است (راهنما)؛ زاده ۱۹۳۹ – درگذشته ژانویه ۲۰۰۵) یک سیاست‌مدار اهل سومالی بود. وی از ۳ سپتامبر ۱۹۹۰ تا ۲۴ ژانویه ۱۹۹۱ نخست وزیری سومالی را به عهده داشت.